# 德意志民主共和國行政區劃

1952至1990年間東德的區

德意志民主共和國在成立的時候被分為5個州和東柏林。
- 圖林根州
- 勃蘭登堡州
- 薩克森州
- 薩克森-安哈爾特州
- 梅克倫堡邦

1952年廢除原來的州制，改為區 （Bezirke），以區最大城市為名。區下分為城市县和乡村县。
| - 羅斯托克區 - 什未林區 - 新勃蘭登堡區 - 法蘭克福區 - 波茨坦區 - 馬格德堡區 - 科特布斯區 | - 德累斯頓區 - 哈雷区 - 埃尔福特区 - 萊比錫區 - 格拉區 - 蘇爾區 - 卡尔·马克思城区 |

1961年柏林墙修建后，东德政府将东柏林视为柏林区（Bezirk Berlin）。
1990年8月23日，東德行政區劃還原為5個州，為隨後的兩德統一作準備。